# Paramaecium
Paramaecium foi uma banda de doom metal cristã criada na Austrália em 1991.

## Biografia
Em 1993 lançaram o primeiro álbum, intitulado Exhumed of the Earth. Este álbum é inspirado em bandas como Cathedral e Anathema. A banda consistia em Andrew Tompkins (vocais e baixo), Jason De Ron (guitarra) e Jayson Sherlock (bateria).
No ano seguinte a banda contratou mais um guitarrista, Chris Burton. Within the Ancient Forest foi apresentado pouco depois. Este álbum é mais diverso e técnico e conta com vocais femininos, harpa, piano, flauta e violoncelo. 
Em 1999 é lançado o terceiro álbum, A Time to Mourn. O guitarrista Ian Arkley participou neste álbum.
Echoes from the Ground apareceu após seis anos de pausa. 
Em 2006 Andrew e Jason começaram a escrever letras para um novo álbum, que não chegou a ser gravado.
Fizeram o seu último show em Oslo, Noruega, em Novembro de 2006. Logo depois formaram uma nova banda chamada inExordium.

## Integrantes

### Membros
- Andrew Tompkins - baixo, Vocais
- Jason De Ron - guitarra
- Jayson Sherlock - bateria (ex-Mortification, Horde)

### Ex-membros
- Chris Burton - guitarra
- Ian Arkley - guitarra (1999)
- Mark Orr - bateria
- Mosh (Colin Mynard) - guitarra (1991-1992)
- Steve Palmer - bateria
- Mark Kelson - guitarra (1997-1999)

## Discografia
- 1991 - Silent Carnage (Demo)
- 1993 - Exhumed of the Earth
- 1996 - Within the Ancient Forest
- 1997 - Repentance (EP)
- 1999 - A Time to Mourn
- 2004 - Echoes from the Ground